# Iñaki Antigüedad
Iñaki Antigüedad Auzmendi (Bilbao, 21 de junio de 1955) es un político, geólogo y catedrático de universidad español.

## Biografía
Nacido en Bilbao el 21 de junio de 1955, es doctor en Geología y catedrático en Hidrogeología en la Facultad de Ciencias y Tecnología de la Universidad del País Vasco. Se presentó a las elecciones a rector de dicha universidad de 2004, perdiéndolas frente a Juan Ignacio Pérez Iglesias. También es autor de varios libros sobre geología y contertulio en debates televisivos y emisoras de radio.
Entre 1990 y 2001 fue diputado en el Parlamento Vasco por Herri Batasuna (HB) primero y por Euskal Herritarrok (EH) después; asimismo fue apoderado de las Juntas Generales de Vizcaya por Herri Batasuna entre 1995 y 1997. 
Participa en la plataforma AHT Gelditu, contraria a la construcción de la línea de alta velocidad «Y vasca». Fue uno de los cuatro significados miembros de dicha coordinadora que a título personal firmaron en diciembre de 2008 el documento Manifestamos rabia y condena contra el asesinato de ETA del constructor guipuzcoano Ignacio Uría.
En las elecciones generales de 2011 se presentó por la coalición abertzale Amaiur, encabezando la lista por Vizcaya y resultando elegido diputado en el Congreso. Antigüedad fue el diputado de Amaiur que participó en el debate de investidura de Mariano Rajoy.
Varios meses después de ser elegido, la comisión del Estatuto del Diputado del Congreso consideró que el cargo de diputado de Antigüedad era incompatible con su puesto de catedrático universitario. Aunque Amaiur denunció que este es un criterio que no se ha aplicado a electos de otros grupos políticos, Antigüedad se vio obligado a elegir entre mantener su puesto de diputado o su trabajo universitario, optando finalmente por el segundo. Finalmente, fue sustituido como diputado por Onintza Enbeita el 16 de mayo de 2012.